# Campeonato Mundial de Curling Femenino de 2003
El XXV Campeonato Mundial de Curling Femenino se celebró en Winnipeg (Canadá) entre el 5 y el 14 de abril de 2003 bajo la organización de la Federación Mundial de Curling (WCF) y la Federación Canadiense de Curling.
Las competiciones se realizaron en la Winnipeg Arena de la ciudad canadiense.

## Tabla de posiciones
| Pos | Equipo         | G | P | G–P |
| --- | -------------- | - | - | --- |
| 1   | Canadá         | 9 | 0 | –   |
| 2   | Suecia         | 7 | 2 | –   |
| 3   | Estados Unidos | 5 | 4 | 1–0 |
| 4   | Noruega        | 5 | 4 | 0–1 |
| 5   | Suiza          | 4 | 5 | –   |
| 6   | Rusia          | 3 | 6 | –   |
| 7   | Escocia        | 3 | 6 | –   |
| 8   | Dinamarca      | 3 | 6 | –   |
| 9   | Italia         | 3 | 6 | –   |
| 10  | Japón          | 3 | 6 | –   |

## Cuadro final
|  | Semifinales    | Semifinales    |   |         | Final        | Final |  |
|  |                |                |   |         |              |       |  |
|  |                |                |   |         |              |       |  |
|  | Canadá         | 8              |   |         |              |       |  |
|  | Noruega        | 7              |   |         |              |       |  |
|  |                |                |   |         |              |       |  |
|  |                |                |   |         |              |       |  |
|  |                |                |   |         | Canadá       | 3     |  |
|  |                | Estados Unidos | 5 |         |              |       |  |
|  |                |                |   |         |              |       |  |
|  |                |                |   |         |              |       |  |
|  |                |                |   |         | Tercer lugar |       |  |
|  |                |                |   |         |              |       |  |
|  | Estados Unidos | 5              |   | Noruega | 5            |       |  |
|  | Suecia         | 4              |   |         | Suecia       | 7     |  |